# Màrtirs de Lió i Viena
Els Màrtirs de Lió i Viena són un grup de 48 cristians de la regió de Viena del Delfinat i Lió, a França. Molts d'ells procedien d'Àsia i Anatòlia, i van formar part de les comunitats cristianes d'ambdues ciutats durant el segle ii. Arrestats durant les persecucions de Marc Aureli de 177, van ser portats a Lugdunum, l'actual Lió, torturats i martiritzats (alguns ofegats a la presó i d'altres lliurats a les bèsties a l'amfiteatre de la ciutat, actual Amfiteatre de les Tres Gàl·lies).
Una carta contemporània adreçada a una comunitat d'Àsia Menor, potser escrita per Ireneu de Lió, en narra el martiri.
Les persones identificades posteriorment i santificades són:
- Sant Alexandre de Viena, metge a Viena del Delfinat.
- Sant Àtal de Pèrgam
- Santa Biblis
- Santa Blandina,[1] proclamada patrona de Lió
- Sant Comí
- Sant Matur el Novici
- Sant Potí de Lió,[1] bisbe de la comunitat de Lió, proclamat sant patró de la ciutat
- Sant Pòntic
- Sant Sanç de Viena
- Sant Veci Epàgat (Vettius Epagathus)

Les seves restes van ser recollides i enterrades al lloc on després va haver-hi l'abadia de Saint-Martin d'Ainay, a Lió. Posteriorment es traslladaren a l'església de Saint-Nizier de Lió, on són avui, a banda d'altres relíquies disperses.

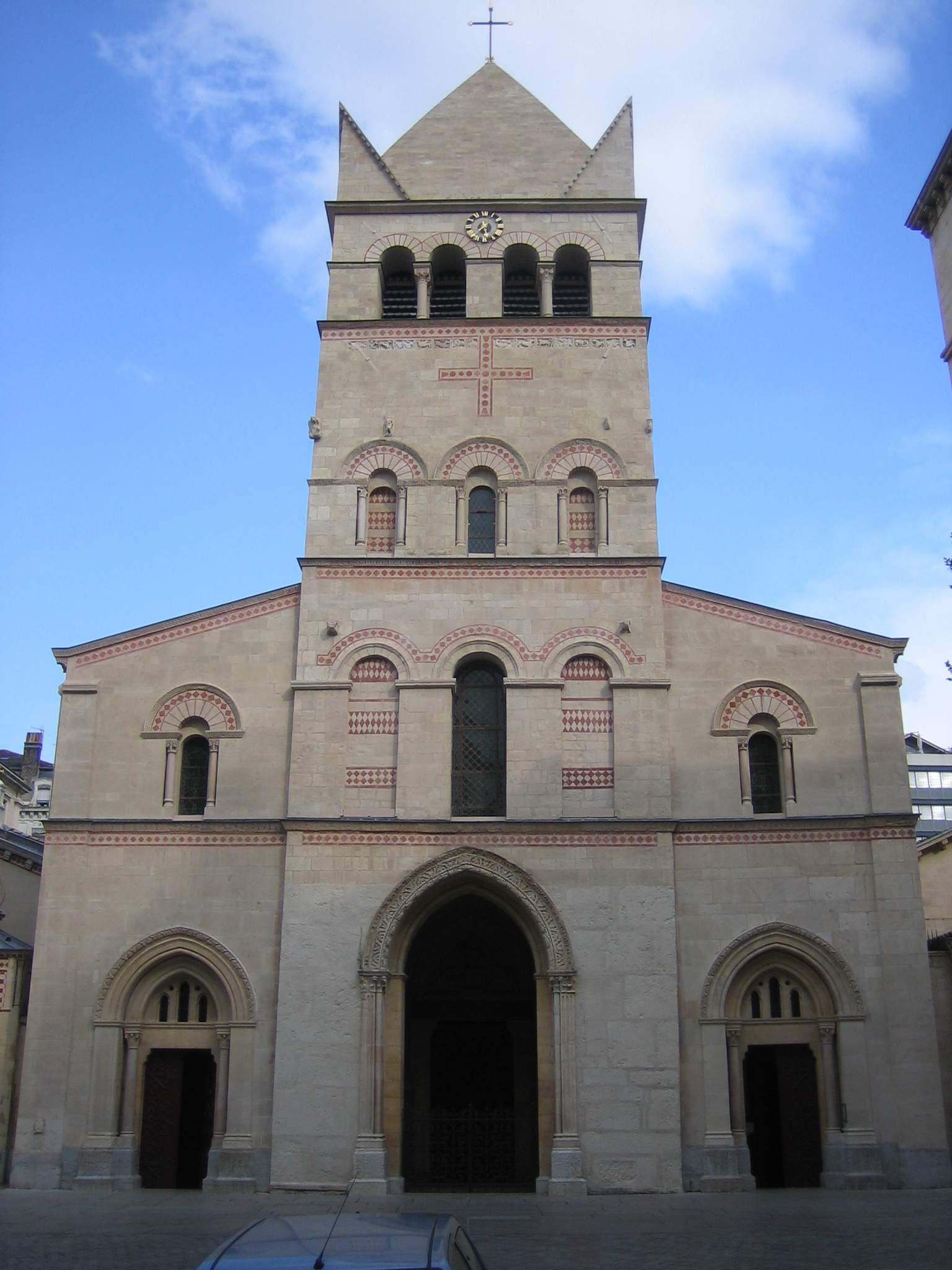
Saint-Martin-d'Ainay (Lió), primer lloc d'enterrament dels sants
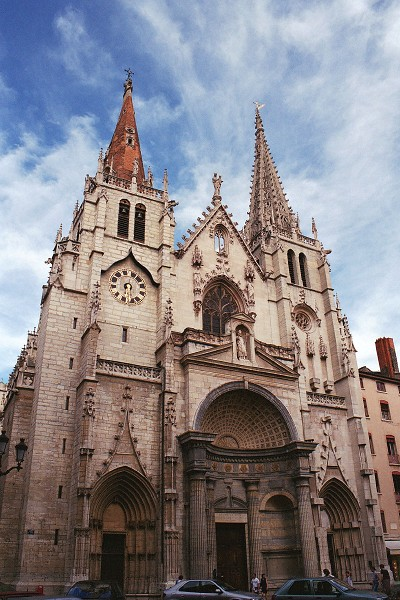
Església de Sain-Nizier (Lió), amb les restes dels sants màrtirs
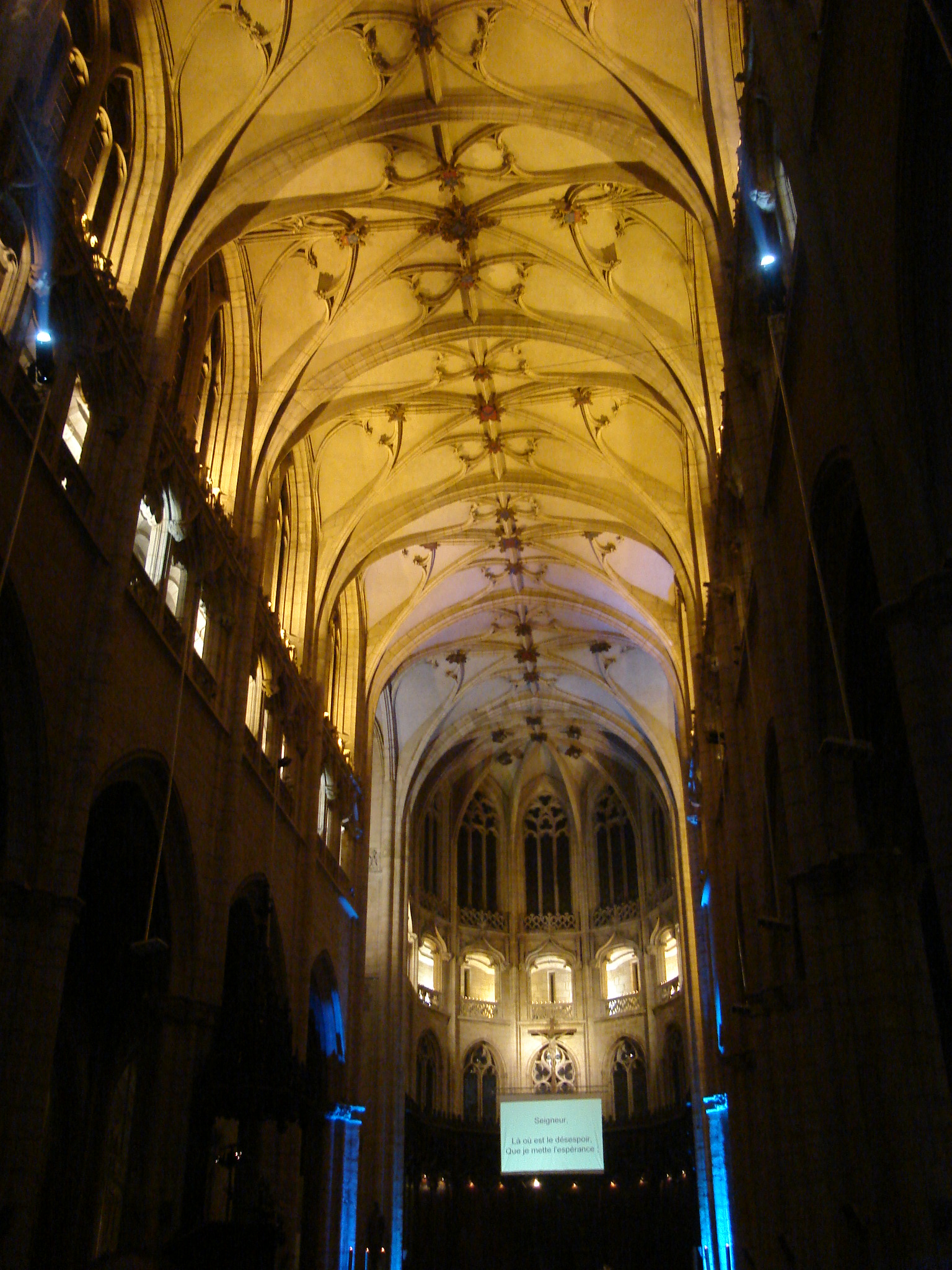
Nau de Saint-Nizier